# La chancha (película)
La chancha es una película de drama psicológico argentina-brasileña de 2020 dirigida por Franco Verdoia. Narra la historia de dos amigos que esconden un secreto comprometedor de su pasado, pero después de muchos años se vuelven a encontrar en sus vacaciones estableciendo un clima de tensión y nerviosismo entre ellos. Está protagonizada por Esteban Meloni, Gabriel Goity, Raquel Karro, Gladys Florimonte y Rodrigo Silveira. y Aquiles de Pampas del Sur (bolldogfrances). La película se estrenó el 28 de mayo de 2020.
La cinta recibió la aclamación crítica por parte de la prensa especializada. La chancha recibió siete nominaciones en la 69.ª edición de los Premios Cóndor de Plata, de las cuales ganó tres premios, incluyendo «Mejor ópera prima», «Mejor actor» (para Meloni) y «Mejor actor de reparto» (para Goity).

## Sinopsis
La historia sigue a Pablo y su familia que se van de vacaciones por Semana Santa a un hotel en  Córdoba, donde mantienen unos días bastantes rutinarios hasta la llegada de Miguel, un antiguo conocido de Pablo con quien comparte un secreto oscuro de su pasado que prefiere no recordar, por lo que la presencia de ambos hace que sus vacaciones se vuelvan poco placenteras.

## Elenco
- Esteban Meloni como Pablo
- Gabriel Goity como Miguel
- Raquel Karro como Kelly
- Gladys Florimonte como Alicia
- Rodrigo Silveira como Joâo

## Recepción

### Comentarios de la crítica
La película recibió una aclamación general de la crítica. Horacio Bernades de Página 12 elogió las actuaciones de Meloni y Goity, diciendo que el primero es «excelente» y «expresa una tensión reconcentrada», mientras que el segundo «combina una mezcla de huidizo nerviosismo con un sentido de amenaza». Ezequiel Boetti de Otros cines expresó que La chancha es «toda una sorpresa del cine argentino» por ser un «un durísimo y atrapante film», donde los protagonistas se lucen en tanto Meloni ofrece un «enorme trabajo» y Goity es «perfecto en su carácter desagradable y repulsivo». Muriel Cersónimo de Info región manifestó que lo mejor de la película es «la manera que encuentra para llevar a cabo la construcción del suspenso».
En una reseña para La Nación, Alejandro Lingenti escribió que la interpretación de Meloni es «precisa, aplomada, con la dosis justa de ambigüedad que necesita un personaje que no quiere mirar hacia atrás». Pablo O. Scholz de Clarín señaló que «en la tensión que se genera entre los protagonistas, que componen Goity y Esteban Meloni, está el éxito del filme».

### Premios y nominaciones
| Lista de premios y nominaciones | Lista de premios y nominaciones               | Lista de premios y nominaciones | Lista de premios y nominaciones               | Lista de premios y nominaciones | Lista de premios y nominaciones |
| Año                             | Organización                                  | Categoría                       | Nominado/a(s)                                 | Resultado                       | Ref(s)                          |
| ------------------------------- | --------------------------------------------- | ------------------------------- | --------------------------------------------- | ------------------------------- | ------------------------------- |
| 2020                            | Festival Underground de Cuzco                 | Mejor película                  | La chancha                                    | Ganador                         | [ 10 ]                          |
| 2021                            | Premios Cóndor de Plata                       | Mejor película                  | La chancha                                    | Nominado                        | [ 11 ] [ 12 ]                   |
| 2021                            | Premios Cóndor de Plata                       | Mejor ópera prima               | La chancha                                    | Ganador                         | [ 11 ] [ 12 ]                   |
| 2021                            | Premios Cóndor de Plata                       | Mejor actor                     | Esteban Meloni                                | Ganador                         | [ 11 ] [ 12 ]                   |
| 2021                            | Premios Cóndor de Plata                       | Mejor actriz de reparto         | Gladys Florimonte                             | Nominada                        | [ 11 ] [ 12 ]                   |
| 2021                            | Premios Cóndor de Plata                       | Mejor actor de reparto          | Gabriel Goity                                 | Ganador                         | [ 11 ] [ 12 ]                   |
| 2021                            | Premios Cóndor de Plata                       | Mejor guion original            | Franco Verdoia                                | Nominado                        | [ 11 ] [ 12 ]                   |
| 2021                            | Premios Cóndor de Plata                       | Mejor canción original          | «Cuchillito» por Carlos Casella y Martín Bosa | Nominados                       | [ 11 ] [ 12 ]                   |
| 2021                            | Festival Internacional de Cine de las Alturas | Mejor película                  | La chancha                                    | Ganador                         | [ 13 ]                          |
| 2021                            | Festival Internacional de Cine de las Alturas | Mejor actor                     | Esteban Meloni                                | Ganador                         | [ 13 ]                          |
| 2021                            | Festival Internacional de Cine de las Alturas | Mejor guion                     | Franco Verdoia                                | Ganador                         | [ 13 ]                          |